# Labyrinthe (jeu)
Pour les articles homonymes, voir Labyrinthe (homonymie).
Labyrinthe est un jeu de société créé par Max J. Kobbert et édité par Ravensburger en 1986, sur le thème des labyrinthes.

## Principe
Résumé : Sur un plateau représentant un labyrinthe, les joueurs doivent atteindre des objets dessinés sur les tuiles. La disposition des tuiles évolue à chaque tour de jeu.
Le plateau de jeu comprend des tuiles fixes, et des rangées de tuiles mobiles. Il y a toujours une tuile hors du plateau. À son tour, le joueur utilise la tuile libre pour pousser une rangée de tuile du plateau, faisant ainsi évoluer le labyrinthe. Il dégage ainsi une tuile pour le joueur suivant, et peut éventuellement faire progresser son pion dans le labyrinthe.
Chaque joueur possède des cartes représentant des objets. Ces objets sont également représentés sur les tuiles (fixes ou mobiles) du labyrinthe. Chaque joueur doit atteindre ses objets avec son pion.
Le jeu se termine quand un joueur a atteint tous les objets de sa liste et est revenu à son point de départ.

## Jeux dérivés
Le jeu original a été décliné en de nombreuses versions depuis 1986.
On peut distinguer 3 catégories de déclinaisons :
- les variantes de la version originale
- les licences adaptées de films ou dessins animés
- les versions spécifiques à un pays

### Variantes de la version originale

#### Labyrinthe Master
Ravensburger, 1991, Max J. Kobbert, Deutscher Spiele Preis 1991
Un jeu légèrement plus difficile, car il introduit une notion d'ordre de recherche des objets, ainsi que des points associés à chaque objet. De plus, chaque joueur a une recette secrète de trois objets. Un joueur qui réussit le premier à récupérer les trois objets de sa recette gagne des points supplémentaires.

#### Labyrinthe Junior
Ravensburger, 1995, Max J. Kobbert
Une version du jeu destinée aux enfants plus jeunes, sur un plateau de 5x5 cases et qui comprend deux lignes et deux colonnes mobiles (contre trois dans le jeu de base).

#### Labyrinthe, le jeu de cartes
Ravensburger, 1995, Max J. Kobbert
Une version de voyage, petite et légère, qui se joue sans plateau et qui est beaucoup moins tactique.

#### Labyrinthe Secret
Ravensburger, 1998, Max J. Kobbert
Cette version possède un labyrinthe circulaire.

#### 3D Labyrinthe
Ravensburger, 2002, Max J. Kobbert
Une version en relief du jeu, plutôt destinée aux très jeunes joueurs.

#### Labyrinthe, Édition20eanniversaire
Ravensburger, 2006, Max J. Kobbert

#### Mon premier Labyrinthe
Ravensburger, 2008, Max J. Kobbert

#### Labyrinthe, Duel
Ravensburger, 2009, Max J. Kobbert

#### Labyrinthe, Edition25eanniversaire
Ravensburger, 2011, Max J. Kobbert
Édition collector, avec le jeu standard plus de nouvelles actions de jeu cachées au verso de nouvelles plaques.

#### Labyrinthe Électronique
Ravensburger, 2012, Max J. Kobbert

### Licences adaptées de films ou dessins animés

#### Labyrinthe, Lord of the Rings
Ravensburger, 2003, Max J. Kobbert
Une adaptation à l'univers du Seigneur des anneaux.

#### Labyrinthe, Disney
Ravensburger, 2005, Max J. Kobbert
Une adaptation à l'univers de Walt Disney, identique dans son principe au jeu standard et plutôt destinée aux jeunes joueurs.

#### Labyrinthe, Avatar
Ravensburger, 2009, Max J. Kobbert

#### Labyrinthe Junior, Disney Princess
Ravensburger, 2010, Max J. Kobbert

#### Labyrinthe, Star Wars
Ravensburger, 2010, Max J. Kobbert

#### Labyrinthe Junior, Cars 2
Ravensburger, 2011, Max J. Kobbert

#### Labyrinthe, Spider-Man
Ravensburger, 2012, Max J. Kobbert

#### Labyrinthe, Hello Kitty
Ravensburger, 2013, Max J. Kobbert

#### Labyrinthe, Bob l'éponge
Ravensburger, 2013, Max J. Kobbert

### Versions spécifiques à un pays

#### Labyrinth, Swiss Edition
Ravensburger, 2012, Max J. Kobbert

#### Deutschland Labyrinth
Ravensburger, 2013, Max J. Kobbert

## Récompense
Les récompenses ci-dessous ont été données à la version Labyrinthe Master.
- Spiel des Jahres plus beau jeu 1991
- Deutscher Spiele Preis  1991
- Mensa Select Mind Games  1990